# Premjit Lall
Premjit Lall (ur. 20 października 1940 w Kolkacie, zm. 31 grudnia 2008 tamże) – indyjski tenisista, wieloletni reprezentant w Pucharze Davisa.
W 1967 roku wyróżniony został prestiżową nagrodą sportową Indii Arjuna.
W 1992 roku doznał udaru mózgu, po którym nie powrócił już do sprawności fizycznej; przez kilkanaście lat poruszał się na wózku inwalidzkim. Zmarł po długiej chorobie 31 grudnia 2008 roku w Kolkacie.

## Kariera tenisowa
W 1958 roku odniósł pierwszy znaczący sukces – doszedł do finału Wimbledonu wśród juniorów, który przegrał z Butchem Buchholzem, wówczas najsilniejszym juniorem na świecie (zwycięzcą mistrzostw Francji w tym samym roku oraz mistrzostw Australii w kolejnym sezonie). W 1958 Lall wystąpił także w rywalizacji dorosłych tenisistów na Wimbledonie, ale przegrał z Malcolmem Andersonem.
Od chwili debiutu, jedynie poza sezonem 1960, Lall był regularnym uczestnikiem Wimbledonu. Trzykrotnie udało mu się osiągnąć 1/16 finału (3 rundę) gry pojedynczej – w latach 1962, 1965 i 1970. W edycji zawodów z 1962 roku najbliżej był dalszego awansu, bowiem w 3 rundzie przeciwko Bobowi Howe'owi nie wykorzystał prowadzenia 2:0 w setach. Trzy lata później pokonał Giuseppe Merlo i Gardnara Mulloya, by ulec Kenowi Fletcherowi. W 1970 roku Lall wyeliminował w 1 rundzie Guillermo Vilasa, a w 1/16 finału uległ Clarkowi Graebnerowi. Pozostałe starty wimbledońskie kończył wcześniej. Do historii przeszedł pojedynek 2 rundy z 1969 roku, kiedy Hindus postawił wielki opór zmierzającemu po drugi wielkoszlemowy komplet czterech wygranych Rodowi Laverowi. Dwa pierwsze sety wygrał Lall, wyrównana walka trwała także do połowy trzeciego seta, ale od stanu 3:3 w tej partii wszystkie kolejne gemy zdobywał Lavea, który wygrał ostatecznie 3:6, 4:6, 6:3, 6:0, 6:0. W 1964 roku Lall został wyeliminowany na Wimbledonie w 1 rundzie przez Manuela Santanę. Przegrywał także m.in. z Rogerem Taylorem (2 runda, 1963), Cliffem Drysdale'm (1966, 2 runda), Mikiem Sangsterem (2 runda, 1967), Ismailem El Shafei (1 runda, 1968), Philem Dentem (1 runda, 1971), Jürgenem Fassbenderem (2 runda, 1972 – w roku wimbledońskiego bojkotu). W 1973 roku Lall przegrał na Wimbledonie z Björnem Borgiem, późniejszym wielokrotnym triumfatorem turnieju, z którym stoczył zacięty tie-break przegrany 18–20 (w tym okresie tie-breaki na Wimbledonie grano przy stanie 8:8 w secie, a cały mecz zakończył się zwycięstwem Borga 6:3, 6:4, 9:8).
W pozostałych turniejach zaliczanych do Wielkiego Szlema Lall najlepszy wynik zanotował w swoim jedynym starcie w mistrzostwach Australii w 1962 roku, kiedy także doszedł do 1/16 finału, a przegrał Johnem Newcombe'em. Był również w 3 rundzie French Open w 1969 roku, gdzie uległ Stanowi Smithowi. W mistrzostwach USA Lall kilka razy przegrywał w 2 rundzie, m.in. w 1964 roku, kiedy jego pogromcą okazał się Chuck McKinley. W innych rozgrywkach turniejowych, mniej prestiżowych niż wielkoszlemowe, Lallowi udało się pokonać m.in. wymienionych wyżej Roda Lavera i Manuela Santanę, co należy uznać za najbardziej wartościowe indywidualne zwycięstwa w jego karierze.
Lall należał do pokolenia graczy, których kariera przypadła na schyłek podziału tenisa na amatorski i zawodowy oraz początek ery open, znoszącej ten podział. W zawodowych rozgrywkach uczestniczył do połowy lat 70., w październiku 1973 roku figurując na 105. miejscu rankingu światowego gry pojedynczej. Ze względu na zaawansowany jak na sportowca wiek, w tym czasie nie odnosił już wielkich sukcesów, ale miał na koncie pojedyncze wygrane nad takimi graczami jak Roscoe Tanner (Kopenhaga 1973) czy Mark Cox (Houston 1973). Ostatni występ turniejowy (w imprezach rangi Grand Prix) zaliczył w 1979 roku, kiedy po kilkuletniej przerwie wystąpił w Mumbaju w grze podwójnej.
Najważniejsze deblowe osiągnięcia Lalla to trzy wielkoszlemowe ćwierćfinały – w 1962 roku w mistrzostwach Australii oraz w 1966 i 1973 na Wimbledonie. W dwóch ostatnich partnerował mu Jaideep Mukerjea.

### Puchar Davisa
Premjit Lall był jednym z najbardziej zasłużonych reprezentantów Indii w Pucharze Davisa. Występował w zespole reprezentacyjnym w latach 1959–1973, zaliczył 41 spotkań międzypaństwowych i rozegrał łącznie 90 meczów (w grze pojedynczej i podwójnej). W grze pojedynczej bilans jego występów zamknął się liczbami 34 wygranych i 20 porażek, w deblu – 24 wygranych i 12 porażek. Najczęściej grał w parze z Jaideepem Mukerjeą, ale partnerowali mu także Shiv-Prakash Misra, Akhtar Ali, a także wybitni przedstawiciele dwóch pokoleń tenisa w Indiach – Ramanathan Krishnan i Vijay Amritraj.
W debiucie w zespole narodowym Lall przegrał z Filipińczykiem Felicisimo Amponem w 1959 roku, co jednak nie przeszkodziło reprezentacji Indii w końcowym zwycięstwie. W dalszej części tego sezonu Hindusi dotarli do finału rozgrywek międzystrefowych, gdzie musieli uznać wyższość Australijczyków. Lall przegrał z Nealem Fraserem i Rodem Laverem, a w deblu (z Krishnanem w parze) z Fraserem i Royem Emersonem. W tym okresie rywalizacja w Pucharze Davisa pozostawała zdominowana przez reprezentację Australii, z kapitanem Harrym Hopmanem na czele. Ekipa Indii należała do czołówki światowej, często okazując się najlepszą w tzw. strefie wschodniej i uczestnicząc w spotkaniach międzystrefowych. W 1961 roku w półfinale międzystrefowym od Hindusów lepsi okazali się Amerykanie, a Lall wystąpił jedynie w deblu, gdzie z Krishnanem nie sprostał Chuckowi McKinleyowi i Donaldowi Dellowi. W 1962 roku na tym samym szczeblu rozgrywek Indie uległy ekipie Meksyku, dysponującej Rafaelem Osuną i Tonym Palafoxem (Lall zanotował porażkę z mniej znanym singlistą Mario Llamasem oraz w parze z Mukerjeą – właśnie z Osuną i Palafoxem).
W 1963 roku Hindusi, z Lallem w składzie, grali w finale międzystrefowym przeciwko Sanom Zjednoczonym, ale Lall przegrał wszystkie swoje mecze – singlowe z McKinleyem i Marym Riessenem oraz deblowy. Po mniej udanych występach w 1964 roku, kiedy Indie pożegnały się z rozgrywkami już na etapie finału strefy wschodniej (z Filipinami), w 1965 roku ponownie udziałem reprezentacji stał się finał międzystrefowy. Lall pozostawał w rywalizacji ze słabszymi ekipami niepokonany, ale w finale przeciwko Hiszpanom zagrał jedynie w deblu i to bez powodzenia.
Rok 1966 przyniósł reprezentacji Indii największy sukces w tamtym czasie. Hindusi dotarli aż do właściwego finału, z broniącymi trofeum Australijczykami, i udział w tym sukcesie miał też Premjit Lall, chociaż w finale nie zagrał. Wygrał natomiast szereg spotkań we wcześniejszych rundach (zastępującym go kolegom, Krishnanowi i Mukerjei, nie udało się sięgnąć po trofeum). W 1968 roku Lall uczestniczył w wygranym półfinale międzystrefowym z ekipą Republiki Federalnej Niemiec (pokonał Inge Budinga, przegrał z Wilhelmem Bungertem) i przegranym finale ze Stanami Zjednoczonymi (przegrał z Arthurem Ashem i Clarkiem Graebnerem). Dwa lata później Hindusi pokonali Australię już w finale strefy wschodniej – Lall pokonał wówczas Raya Ruffelsa (14:12 w piątym secie) i Dicka Crealy'ego – ale w półfinale międzystrefowym Niemcy zrewanżowali się za niedawną porażkę (Lall uległ i Bungertowi, i Kuhnkemu). W 1971 roku w przegranym półfinale międzystrefowym przeciwko Rumunii Lall uległ Iliemu Năstase, ale zdołał pokonać Iona Țiriaca. Dwa ostatnie lata gry Lalla w ekipie reprezentacyjnej to przegrane finały strefy wschodniej z Australią – w 1972 roku uległ w deblu (z Mukerjeą) Colinowi Dibleyowi i Geoffowi Mastersowi, a w 1973 przegrał w grze pojedynczej z Johnem Cooperem oraz w deblu (w parze z Vijayem Amritrajem) Newcombe'owi i Mastersowi.

### Styl gry
Premjit Lall był zawodnikiem praworęcznym. Dysponował dobrym serwisem i grał najczęściej akcje "serwis-wolej". Styl ten predestynował go przede wszystkim do gry na szybkich nawierzchniach (szczególnie na trawie), chociaż Lall sukcesy odnosił także np. na nawierzchni ziemnej w Paryżu. W czasie kariery sportowej cieszył się opinią jednego z przystojniejszych graczy, czemu zawdzięczał wielką sympatię żeńskiej części publiczności.